# 傅炳昭

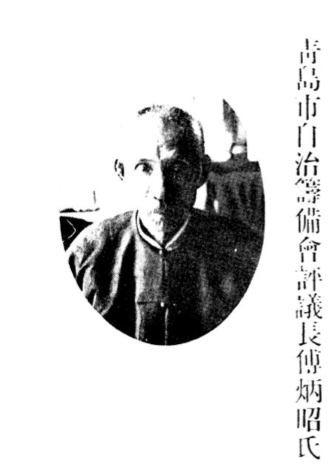
傅炳昭像

傅炳昭（1865年—1946年），山东黄县人，中国近代企业家、银行家。

## 生平

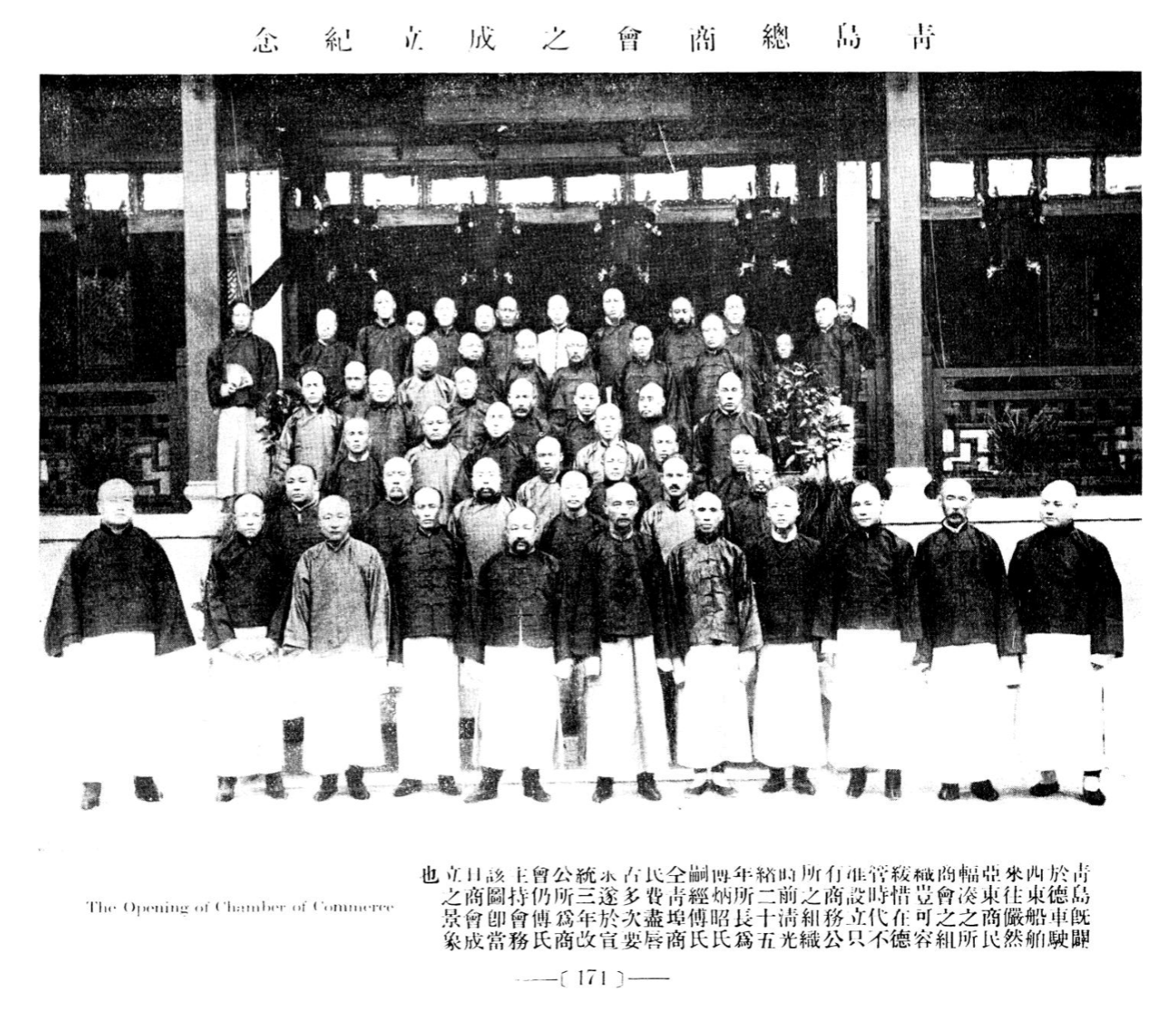
青岛华商商务总会成立时在三江会馆议事厅前合影，前排左六为时任总理傅炳昭

傅炳昭于同治四年（1865年）生于山东省登州府黄县（今龙口市），其早年家境较好，曾赴华南、南洋商业考察。另据周学熙后人回忆，傅炳昭早年曾在日本经商。其后曾在芝罘、龙口开设杂货店。章高元驻防胶澳时，傅炳昭赴青岛经商，在总兵衙门附近开办源泰商号（一说德国占领后开设元泰商号），经营杂货。1897年11月德国占领青岛后，傅炳昭自学德语，并在大鲍岛山东街开设祥泰商号，为德国洋行采购土产，推销五金洋货，充当中间商。
1899年，德商山东铁路公司修筑胶济铁路时在高密与当地居民发生暴力冲突，导致停工，经傅炳昭与德国传教士卫礼贤斡旋调停，工程于1900年复工。此后，傅炳昭逐渐成为黄县帮乃至青岛华人商界领袖，并曾与胡存约等人力争制止总督府拆除（一说迁址）天后宫。1902年，傅炳昭任青岛中华商务公局董事。1907年参与创建齐燕会馆。1910年，青岛华商商务总会根据清政府新颁布的《商会简明章程》成立，傅炳昭担任总理（因商务总会后来改组为青岛市商会，傅炳昭被视作商会首任会长）。
1914年日军占领青岛后，傅炳昭旗下商号的经营规模继续扩大，并与欧美、日本商户展开了激烈竞争。1910年代末，周学熙开办的华新纺织公司准备收购已经破产数年的德华缫丝厂，被日本当局阻挠，傅炳昭曾参与斡旋，最终华新纺织公司青岛工厂于1919年得以开办。1916至1924年，傅炳昭连续五届出任青岛总商会董事。1922年，傅炳昭与同乡刘鸣卿、刘书衡合资开办山左银行，傅炳昭任总经理，该行其后在济南、大连等地设立分行，业务较为稳定。1924年曾任私立青岛大学校董。
1937年抗战爆发后，傅炳昭避居上海。1946年1月，傅炳昭回到青岛筹备山左银行复业事宜。9月复业后不久又返回上海处理事务，11月在上海逝世。